# Brez škode za splošnost
Brez škode za splošnost (pogosto skrajšano na BŠS; tudi brez izgube splošnosti) je izraz, ki se pogosto uporablja v matematiki in fiziki. Uporablja se, ko se v dokazu sicer osredotoči le na določen primer, vendar to ne vpliva na splošno veljavnost dokaza. Ostali primeri so dovolj podobni že dokazanemu primeru, tako da bi se jih lahko dokazalo na enak način. Tako bi bilo dokaz, podan za določen primer, trivialno podajati tudi za ostale.
V mnogih primerih je uporaba »brez škode za splošnost« mogoča zaradi simetrije. Na primer, če se ve, da je neka lastnost {\displaystyle P(x,y)\!\,} na realnih številih simetrična (tj. {\displaystyle P(x,y)=P(y,x)\!\,}), potem pri dokazovanju, da {\displaystyle P(x,y)\!\,} velja za vsaka {\displaystyle x\!\,} in {\displaystyle y\!\,}, se lahko »brez škode za splošnost« predpostavi, da velja {\displaystyle x\leq y\!\,} in dokaže {\displaystyle x\leq y\implies P(x,y)\!\,}. Pri tem dokazu škode za splošnost seveda ni, saj dokaz {\displaystyle y\leq x\implies P(y,x)\!\,} sledi neposredno iz simetričnosti lastnosti {\displaystyle P\!\,}.
Če v trditvi, ki se jo dokazuje, ni nobene simetrije ali kakršnekoli druge oblike ekvivalentnosti, potem je raba »brez škode za splošnost« napačna. Trditev se je tako dokazala le za določen primer.

## Zgled
Naj se pogleda naslednjo trditev:
Če se ima tri predmete in se vsakega pobarva bodisi z rdečo bodisi z modro barvo, potem sta vsaj dva predmeta iste barve.
Dokaz:
Brez škode za splošnost se predpostavi, da je prvi predmet rdeče barve. Če je rdeč še vsaj eden izmed drugih dveh, se je trditev dokazala. Če ne, pa morata biti druga predmeta oba modre barve. S tem je trditev dokazana.
Zgornji navedeni dokaz je pravilen, ker bi se lahko na popolnoma enak način sklepalo tudi, če bi se reklo, da je prvi predmet moder. Besedi 'rdeč' in 'moder' se torej lahko v dokazu prosto zamenjuje. Posledično je v tem primeru uporaba »brez škode za splošnost« veljavna.